# Ultrarromantismo
O ultrarromantismo  foi um movimento literário português e brasileiro que aconteceu na segunda metade do século XIX.

## Características gerais
- liberdade criativa do humano superior (o conteúdo é mais importante que a forma; são comuns deslizes gramaticais);
- versificação livre;
- tédio constante, morbidez, sofrimento, pessimismo, negativismo, satanismo, masoquismo, cinismo, autodegeneração;
- fuga da realidade (escapismo, evasão);
- desilusão adolescente;
- idealização do amor e da mulher;
- subjetivismo, egocentrismo;
- saudosismo (saudade da infância e do passado);
- consciência da solidão;
- obsessão pela morte: fuga total e definitiva da vida, "solução para os sofrimentos"; sarcasmo, ironia.

## Em Portugal

### Origem e descrição

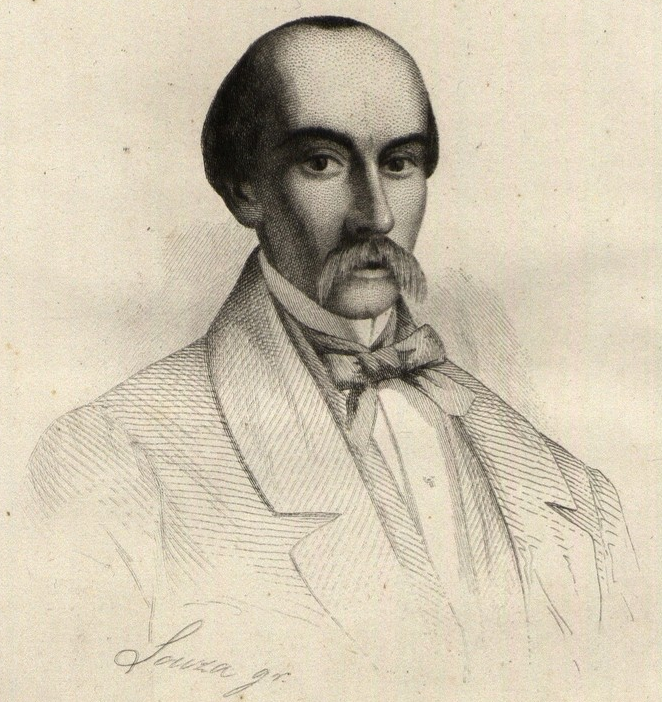
António Augusto Soares de Passos

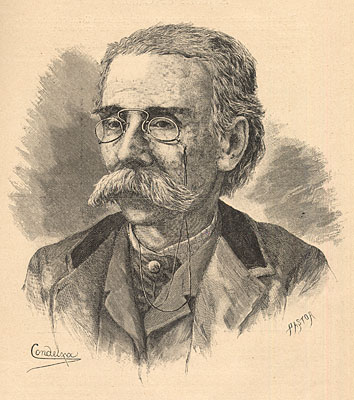
Camilo Castelo Branco

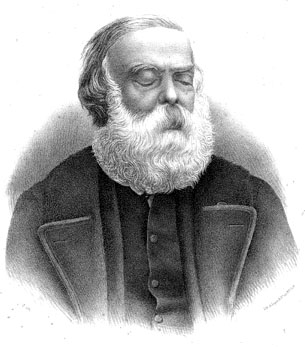
António Feliciano de Castilho

O ultrarromantismo desenvolveu-se mormente em torno da cidade do Porto e de Coimbra por escritores jovens, que viviam numa "geração perdida" que levara ao exagero as normas e ideais preconizadas pelo romantismo, nomeadamente a exaltação da subjectividade, do individualismo, do idealismo amoroso, da natureza e do mundo medieval. 
Os ultrarromânticos geram correntes literárias de qualidade muito discutível, sendo algumas dela considerada como "romance de faca e alguidar", dada a sucessão de crimes sangrentos que invariavelmente descreviam e que os realistas vão caricaturar de forma feroz.
Todavia, existe literatura ultrarromântica de qualidade inquestionável. Além de João de Deus de Nogueira Ramos, são também autores ultrarromânticos Camilo Castelo Branco, Soares de Passos e Castilho. Em algumas obras de Almeida Garrett e de Alexandre Herculano é já possível detectar alguns traços de ultrarromantismo, apesar de serem dois dos introdutores do romantismo em Portugal. 
Por outro lado, Soares de Passos, uma figura bastante caricaturada pelos escritores realistas, considerado "um representante do ultrarromantismo piegas", foi autor de "Noivado do Sepulcro" (Poesias, 1855).

### Maiores autores
- António Augusto Soares de Passos foi um poeta português que nasceu no Porto em 1826 e morreu na mesma cidade, em 1860. Os seus versos foram muito populares e caracterizavam-se por um sentimentalismo e por uma melancolia exacerbados. A poesia mais popular é "O Noivado do Sepulcro".

- António Feliciano de Castilho, escritor português de formação neoclássica, acaba por se render às tendências do romantismo realizando diversas obras dentro deste estilo literário . Evidenciou-se essencialmente como figura de destaque na segunda geração romântica representando uma espécie de padrinho dos jovens poetas que iniciando a sua carreira recorriam à sua influência na negociação com as editoras. Todo o fundamento da Questão Coimbrã vai incidir precisamente na confrontação de ideias entre Feliciano Castilho e alguns jovens intelectuais como Antero de Quental e Eça de Queiroz que, contestando os princípios defendidos na geração romântica , proclamam a vontade de expandir a literatura Portuguesa tornando-a num instrumento de renovação que a partir da critica aberta iria alertar o governo para as deficiências do país conduzindo-o à necessária evolução.

- Camilo Castelo Branco foi um paradigma da cultura portuguesa do século XIX. Homem multifacetado, considerado por alguns como o primeiro romancista da península Ibérica, deixou uma obra vasta, produto das paixões e vicissitudes da vida. Uma existência frustrada com um final trágico, com os louros da glória a aparecerem só alguns anos depois da sua morte.[1]

## No Brasil
A chamada "geração ultrarromântica" ou "segunda geração" mudaria os rumos do Romantismo no Brasil. Valores como o nacionalismo e a valorização do índio como o herói nacional brasileiro, um tema constante na primeira geração romântica brasileira, estariam então quase, ou mesmo totalmente, ausentes. Esta nova geração, fortemente influenciada pelo romantismo alemão e pelas obras de Lord Byron e de Alfred de Musset, estaria enfocada em temas obscuros e macabros, tais como o pessimismo, o sobrenatural, satanismo, a ânsia pela morte, o passado e a infância, além do mal do século. O amor é fortemente idealizado, platônico e quase sempre não correspondido, além da presença de um forte egocentrismo e um sentimentalismo exacerbado na poesia que são claramente notados.

### Principais adeptos
- Álvares de Azevedo (1831–1852)
- Junqueira Freire (1832–1855)
- Fagundes Varela (1841–1875)
- Casimiro de Abreu (1839–1860)
- Aureliano Lessa (1828–1861)
- Pedro de Calasans (1837–1874)
- Laurindo Rabelo (1826–1864)